# Puchar Rumunii w rugby union
Cupa României – organizowane przez Federațiă Română de Rugby rozgrywki o randze pucharu Rumunii. Pierwsza edycja została rozegrana w roku 1914.

## Triumfatorzy
- 1914 – Sporting Club
- 1915 – TCR București
- 1916 – TCR București
- 1919 – Stadiul Român
- 1920 – SSEF București
- 1921 – Stadiul Român
- 1923 – Stadiul Român
- 1934 – CS Viforul Dacia București
- 1935 – PTT București
- 1936 – Stadiul Român
- 1937 – Sportul Studențesc
- 1939 – CS Viforul Dacia București
- 1941 – Stadiul Român
- 1942 – CS Viforul Dacia București
- 1944 – PTT București
- 1945 – CS Viforul Dacia București
- 1946 – CS Viforul Dacia București
- 1947 – CFR București
- 1948 – CFR București
- 1949 – Electrica (dawniej Sportul Studențesc)
- 1950 – CCA București
- 1952 – CCA București
- 1953 – CCA București
- 1954 – Dinamo Bukareszt
- 1955 – CCA București
- 1956 – CCA București
- 1957 – Energia ISP (dawniej Stadiul Român)
- 1958 – CCA București
- 1959 – Dinamo Bukareszt
- 1974 – Steaua Bukareszt
- 1975 – Sportul Studențesc
- 1976 – Sportul Studențesc
- 1977 – Steaua Bukareszt
- 1978 – Steaua Bukareszt
- 1979 – Politehnica Iași
- 1980 – Dinamo Bukareszt
- 1981 – Știința CEMIN Baia Mare
- 1982 – RC Grivița Roșie București
- 1983 – CS Știință Petroșani
- 1984 – RC Grivița Roșie București
- 1985 – RC Grivița Roșie București
- 1986 – CS Rulmentul Bârlad
- 1987 – CS Rulmentul Bârlad
- 1988 – Contactoare Buzău
- 1989 – Dinamo Bukareszt
- 1990 – CS CEMIN Baia Mare
- 1991 – CS Știință Petroșani
- 1992 – Farul Constanța
- 1993 – CS Știință Petroșani
- 1994 – CSM Foresta Sibiu
- 1995 – CSM Foresta Sibiu
- 1996 – Dinamo Bukareszt
- 1997 – Dinamo Bukareszt
- 1998 – Dinamo Bukareszt
- 1999 – CS Știința Remin Baia Mare
- 2000 – Dinamo Bukareszt
- 2001 – Dinamo Bukareszt
- 2002 – Dinamo Bukareszt
- 2005 – Steaua Bukareszt
- 2006 – Steaua Bukareszt
- 2007 – Steaua Bukareszt
- 2008 – Dinamo Bukareszt
- 2009 – Steaua Bukareszt
- 2010 – CSM Universitatea Baia Mare
- 2011 – RCM Timișoara
- 2012 – CSM Universitatea Baia Mare
- 2013 – Steaua Bukareszt
- 2014 – RCM Timișoara
- 2015 – Timișoara Saracens
- 2016 – Timișoara Saracens
- 2017/2018 – CSM Bukareszt
- 2018/2019 – CSM Bukareszt
- 2019 – Steaua Bukareszt
- 2020 - CSM Știința Baia Mare
- 2021 - SCM Timișoara
- 2022 - Steaua Bukareszt
- 2023 - Dinamo Bukareszt
- 2024 - Dinamo Bukareszt